# زدينيك نيهودا
زدينيك نيهودا من مواليد 9 مايو 1952 في هولين، لاعب كرة قدم تشيكوسلوفاكي سابق. لعب مع منتخب تشيكوسلوفاكيا لكرة القدم 90 مباراة وسجل 31 هدف، وقد شارك في بطولة كأس العالم لكرة القدم 1982.
بدأ مسيرته الكروية مع نادي غاتوالدوف في عام 1967، ولعب معهم حتى عام 1971، وفي عام 1971 انتقل إلى نادي دوكلا براها، ولعب معهم حتى عام 1983، وفي عام 1983 لعب مع نادي دارمشتات 98 الألماني وانتقل عام 1984 إلى نادي ستاندار لياج البلجيكي، وفي عام 1984 انتقل إلى نادي غرونوبل الفرنسي، ولعب معهم حتى عام 1986 حيث اعتزل كرة القدم.

## روابط خارجية
- زدينيك نيهودا على موقع الاتحاد الدولي (مؤرشف)  (الإنجليزية)
- زدينيك نيهودا على موقع الاتحاد الأوربي (الإنجليزية)
- زدينيك نيهودا على موقع الاتحاد التشيكي (الإنجليزية)
- زدينيك نيهودا على موقع قاعدة بيانات كرة القدم.إي يو (الإنجليزية)
- زدينيك نيهودا على موقع بيانات كرة القدم. دي إي (الألمانية)
- زدينيك نيهودا على موقع ناشيونال فوتبول تيمز (الإنجليزية)
- زدينيك نيهودا على موقع عالم كرة القدم.نت (الإنجليزية)
- زدينيك نيهودا على موقع كووورة